# Альто (Вісконсин)
Альто (англ. Alto) — місто в США, в окрузі Фон-дю-Лак штату Вісконсин. Населення — 1052 осіб (2022).

## Демографія
Згідно з переписом 2010 року, у місті мешкало 1045 осіб у 365 домогосподарствах у складі 300 родин. Було 379 помешкань
Расовий склад населення:
| - 98,0 % — білих - 0,3 % — чорних або афроамериканців - 0,1 % — корінних американців - 0,1 % — азіатів |

До двох чи більше рас належало 0,9 %. Частка іспаномовних становила 2,8 % від усіх жителів.
За віковим діапазоном населення розподілялося таким чином: 25,6 % — особи молодші 18 років, 63,1 % — особи у віці 18—64 років, 11,3 % — особи у віці 65 років та старші. Медіана віку мешканця становила 39,9 року. На 100 осіб жіночої статі у місті припадало 120,5 чоловіків;  на 100 жінок у віці від 18 років та старших — 119,8 чоловіків також старших 18 років.
Середній дохід на одне домашнє господарство  становив 88 839 доларів США (медіана — 73 889), а середній дохід на одну сім'ю — 96 368 доларів (медіана — 82 656). Медіана доходів становила 50 921 долар для чоловіків та 30 833 долари для жінок. За межею бідності перебувало 2,2 % осіб, у тому числі 3,1 % дітей у віці до 18 років та 0,0 % осіб у віці 65 років та старших.
Цивільне працевлаштоване населення становило 604 особи. Основні галузі зайнятості: сільське господарство, лісництво, риболовля — 19,4 %, освіта, охорона здоров'я та соціальна допомога — 18,7 %, виробництво — 17,2 %.